# Yurginsky (huyện của Yurga)
Huyện Yurginsky (tiếng Nga: ? райо́н) là một huyện hành chính tự quản (raion), của Tỉnh Kemerovo, Nga. Huyện có diện tích 2510 kilômét vuông, dân số thời điểm ngày 1 tháng 1 năm 2000 là 23100 người. Trung tâm của huyện đóng ở Yurga.